# Algemene verkiezingen in Liberia (1847)

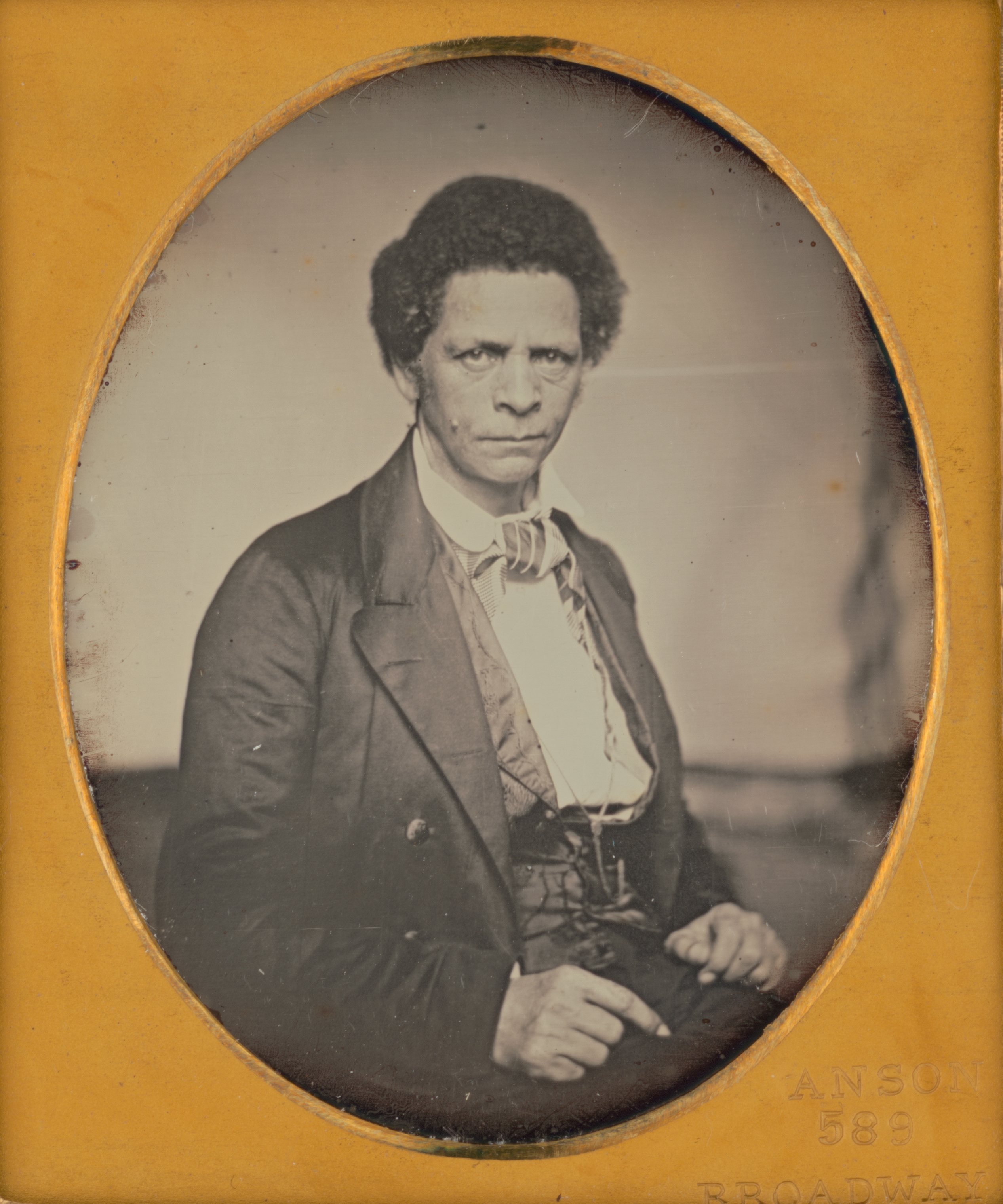
President Joseph Jenkins Roberts.

De algemene verkiezingen in Liberia van 1847 vonden op 27 september of 5 oktober plaats. Hij waren de eerste verkiezingen in het onafhankelijke Liberia. Bij de verkiezingen werd de Republican Party de grootste partij. Joseph Jenkins Roberts, tot dan toe gouverneur van Liberia werd gekozen tot de eerste president van Liberia. Hij versloeg daarbij Samuel Benedict van de Anti-Administration Party Benedict zou slecht 10 stemmen hebben gekregen. De running mate van Roberts, Nathaniel Brander, werd gekozen tot vicepresident.
Kiesrecht was alleen voorbehouden aan Americo-Liberianen en gebonden aan bepaalde vereisten (men moest onroerend goed bezitten), waardoor het aantal kiezers erg laag lag.